# 34123 Uedayukika
34123 Uedayukika este un asteroid din centura principală de asteroizi.

## Descriere
34123 Uedayukika este un asteroid din centura principală de asteroizi. A fost descoperit pe 25 august 2000 la Bisei Spaceguard Center în cadrul programului BATTeRS. Asteroidul prezintă o orbită caracterizată de o semiaxă mare de 2,81 ua, o excentricitate de 0,21 și o înclinație de 7,9° în raport cu ecliptica.